# Тамару
Тамару (Bubalus mindorensis) је сисар из реда Artiodactyla и фамилије шупљорожаца (Bovidae). То је врста говеда. Насељава само филипинско острво Миндоро.

## Угроженост
Ова врста је крајње угрожена и у великој опасности од изумирања.

## Распрострањење
Ареал врсте је ограничен на једну државу. 
Филипини су једино познато природно станиште врсте.

## Станиште
Станишта врсте су шуме, планине, бамбусове шуме, травна вегетација, џунгла и речни екосистеми. 